# Christian Pfleiderer
Christian Pfleiderer (* 23. September 1965 in Stuttgart) ist ein deutscher Festkörperphysiker, der sich mit der Identifikation und Erforschung von Quantenmaterialien beschäftigt. Christian Pfleiderer ist Professor für Experimentalphysik an der Technischen Universität München.

## Biographie
Christian Pfleiderer besuchte von 1976 bis 1985 das Königin-Katharina Stift Gymnasium in Stuttgart. Er studierte von 1985 bis 1988 Physik an der Universität Tübingen. Von 1988 bis Anfang 1990 studierte er Physik an der University of Denver, wo er mit einer Masterthesis zum Thema „Acoustic Emission of 4340 Stainless Steel“ abschloss. Von 1990 bis 1994 promovierte Christian Pfleiderer unter der Betreuung von Gilbert Lonzarich am Gonville and Caius College an der University of Cambridge zum Thema „Ferromagnetic to Fermi liquid transition in MnSi“.
Dem folgte von 1994 bis 1996 eine Anstellung als Postdoctoral Fellow und Ingenieur für Tieftemperaturphysik in der Arbeitsgruppe von Jaques Flouquet am CEA Grenoble. 1996 wechselte er zunächst als wissenschaftlicher Assistent in die Arbeitsgruppe von Hilbert von Löhneysen an die Universität Karlsruhe (heute Karlsruher Institut für Technologie), wo er ab 2002 eine Helmholtz-Hochschulnachwuchsgruppe leitete.
Ende 2004 wurde Christian Pfleiderer zum Extraordinarius für Magnetische Materialien an die Technische Universität München berufen. Dem folgte Anfang 2014 die Ernennung zum Ordinarius für Experimentalphysik zur Topologie korrelierter Systeme an der Technischen Universität München.
Seit Einrichtung des DFG Transregio-Sonderforschungsbereichs TRR80 Augsburg-München (From electronic correlations to functionality) im Jahre 2010 engagiert sich Christian Pfleiderer in dessen Vorstand und ist Sprecher der Integrierten Graduiertenschule des TRR80. Er ist zudem Sprecher des DFG-Schwerpunktprogramms SPP2137 Skyrmionics, das er 2017 initiierte. Christian Pfleiderer ist seit 2019 stellvertretender Koordinator des Bereichs Quanten-Materie (Bereich F) des Exzellenzclusters Munich Centre for Quantum Science and Technology (MCQST).
Von 2010 bis 2013 war Pfleiderer Mitglied des Scientific Advisory Council der Europäischen Spallationsquelle (ESS), in Lund. Er war zudem Mitglied von Strahlzeitkommittees an verschiedenen Neutronenstreuzentren. Seit 2014 ist er der wissenschaftliche Partner des Neutronen-Resonanz-Spin-Echo Spektrometers RESEDA am Maier-Leibnitz-Zentrum der Technischen Universität München.
Christian Pfleiderer beantragte 2018 federführend für die Technische Universität München einen Forschungsbau des Bundes zur Unterbringung des Zentrums für QuantumEngineering (ZQE) der TUM; geplante Fertigstellung 2023. Als designierter Gründungsdirektor vertritt er die Nutzer während des Bauvorhabens.
Gemeinsam mit seinen ehemaligen Gruppenmitgliedern Alexander Regnat, Jan Spallek und Tomek Schulz ist Christian Pfleiderer einer der Gründer der kiutra GmbH. Als Ausgründung der Technischen Universität München produziert und vertreibt die kiutra GmbH kryogenfreie Kühlsysteme für ultra-tiefe Temperaturen.
Zum 1. Januar 2024 übernimmt Christian Pfleiderer die Position des wissenschaftlichen Direktors der Forschungs-Neutronenquelle Heinz Maier-Leibnitz (FRM II).

## Forschungsgebiete
Ziel der Forschung von Christian Pfleiderer ist die systematische Suche nach Materialien mit ungewöhnlichen topologischen Charakteristiken und starken elektronischen Korrelationen, vornehmlich im Bereich Magnetismus und Supraleitung. Zu seinen ersten Arbeiten in Cambridge, Grenoble und Karlsruhe zwischen 1990 und 2000 zählen seine Untersuchungen von ferromagnetischen Metallen bei sehr tiefen Temperaturen unter hohem Druck und Magnetfeld. Diese führten unter anderem zur Entdeckung von metallischem Verhalten, das nicht mehr durch die Quantenstatistik freier Elektronen gedeutet werden kann (Nicht-Fermiflüssigkeitsverhalten) sowie Quantenphasenübergänge erster Ordnung.
Ab zirka 2002 wendete er sich der mikroskopischen Untersuchung von Quantenphasenübergängen mittels Neutronenstreuung zu. Dabei entdeckte er 2004 gemeinsam mit Achim Rosch und Markus Garst magnetische Texturen in Analogie mit Flüssigkristallen. Dies motivierte 2006 eine gemeinsame theoretische Arbeit mit Alex Bogdanov über topologisch nicht-triviale Spinstrukturen. Dem folgte 2009 die Identifikation von sogenannten Skyrmionengittern in chiralen Magneten gemeinsam mit Achim Rosch und Kollegen.
In einer Serie von Studien zeigten Pfleiderer und Kollegen in der Folge, dass sich Skyrmionen mit extrem niedrigen Stromdichten manipulieren lassen. Dies resultierte in der Entwicklung einer emergenten Elektrodynamik, in der die Skyrmionen durch einen quantisierten magnetischen Fluss beschrieben werden. Die Entstehung und der Zerfall von Skyrmionen werden hierbei durch emergente magnetische Monopole gedeutet. Die Entdeckung der Skyrmionen in magnetischen Materialien eröffnete ein neues Themengebiet, dass die Grundlagenforschung mit der Entwicklung technologischer Anwendungen, insbesondere in der Spintronik, verknüpft.
Zum Portfolio der experimentellen Methoden von Christian Pfleiderer zählen Präzisionsmessverfahren von Transport- und Volumeneigenschaften bei ultratiefen Temperaturen, hohen Magnetfeldern und hohen Drücken. Weitere Methoden umfassen die Einkristallzüchtung intermetallischer Verbindungen und Neutronenstreuung. So schaffte sein Team mit dem Neuaufbau des Resonanz-Spin-Echo Spektrometers RESEDA an der Forschungs-Neutronenquelle Heinz Maier-Leibnitz (MLZ) die Voraussetzung für die Bestimmung der Quantendynamik in Materialien mit bisher ungekannter Genauigkeit.

## Auszeichnungen
- 2004: Akademiepreis der Heidelberger Akademie der Wissenschaften[29]
- 2012: Advanced Grant des European Research Council (ERC)[30]
- 2016: CMD Europhysics Prize der European Physical Society
- 2016: Max-Born-Preis der Deutschen Physikalischen Gesellschaft (DPG)
- 2018: Fibonacci Prize, International Workshop on Quantum Complex Matter
- 2018: Advanced Grant des European Research Council (ERC)[31]
- 2024: Heinz-Maier-Leibnitz-Medaille[32]